# كريستينا دبليو. بيدرسن
كريستينا دبليو. بيدرسن (بالنرويجية البوكمول: Christina Westrum Pedersen)‏ هي لاعبة كرة قدم وحكمة كرة القدم نرويجية، ولدت في 9 أبريل 1981.

## روابط خارجية
- كريستينا دبليو. بيدرسن على موقع Soccerway.com (الإنجليزية)
- كريستينا دبليو. بيدرسن على موقع أوليمبيديا (الإنجليزية)